# Verwaltungsgemeinschaft Margetshöchheim
In der Verwaltungsgemeinschaft Margetshöchheim im unterfränkischen Landkreis Würzburg haben sich folgende Gemeinden zur Erledigung ihrer Verwaltungsgeschäfte zusammengeschlossen:
1. Erlabrunn, 1825 Einwohner, 4,01 km²
2. Margetshöchheim, 3159 Einwohner, 6,67 km²

Sitz der Verwaltungsgemeinschaft ist Margetshöchheim.
Vorsitzender der Verwaltungsgemeinschaft ist Waldemar Brohm, der Bürgermeister von Margetshöchheim.
Der Verwaltungsgemeinschaft gehörte ursprünglich außerdem die am 1. Mai 1978 entstandene Gemeinde Leinach an, die mit Wirkung ab 1. Januar 1980 entlassen wurde und sich seither allein verwaltet.